# Nampeyo
Cet article concerne une céramiste hopi. Pour le cratère d'impact, voir Nampeyo (cratère).
Nampeyo est une céramiste hopi née vers 1860 et morte le 20 juillet 1942.

## Hommages
Le cratère mercurien Nampeyo a été nommé en son honneur.